# 小林志郎
小林 志郎（こばやし しろう、1982年4月23日 - ）は、日本の陸上競技選手。専門は円盤投。円盤投の元日本学生記録保持者。円盤投の新潟県記録保持者でもあった。
現在、新潟医療福祉大学健康科学部健康スポーツ学科の講師を務め、同大学陸上競技部の監督も兼任する。新潟医療福祉大学所属。新潟県新潟市出身。
新潟市立山潟中学校、東京学館新潟高等学校、国士舘大学体育学部卒業、国士舘大学大学院スポーツ・システム研究科修士課程修了。

## 来歴
- 2000年、岐阜インターハイ円盤投優勝。
- 2004年、日本選手権準優勝。日本インカレ準優勝。
- 2005年、日本インカレ優勝。
- 2006年、日本選手権で畑山茂雄を破り初優勝。関東インカレでは56m35の日本学生新記録を樹立。
- 2007年、日本選手権で畑山に破れ2位に終わり、世界選手権代表を逃す。
- 2016年、新潟医療福祉大学陸上競技部監督に就任